# (9547) 1985 AE
1985 أي إي (ويعرف أيضًا باسم (9547) 1985 أي إي وفق تسمية الكوكب الصغير) (بالإنجليزية: 1985 AE)‏ هو كويكب ضمن حزام الكويكبات؛ وترتيبه 9547 من حيث الاكتشاف.
اكتُشف هذا الجُرم الفلكي بواسطة تاكيشي أوراتا ‏ في 15 يناير 1985.

## وصلات خارجية
- (9547) 1985 AE في قاعدة بيانات مختبر الدفع النفاث لأجرام النظام الشمسي الصغيرة

- الاكتشاف · مخطط المدار ·  العناصر المدارية · المعلمات المادية

- (9547) 1985 AE على موقع ويكي سكاي: DSS2, SDSS, GALEX, IRAS, Hydrogen α, X-Ray, Astrophoto, Sky Map, Articles and images